# Felipe Fernández García
Felipe Fernández García (San Pedro de Trones, León, el 30 de agosto de 1935 - San Cristóbal de La Laguna, Tenerife, 6 de abril de 2012). Fue entre 1991 y 2005 obispo de la diócesis de San Cristóbal de La Laguna en Tenerife (Islas Canarias, España). Fue el onceno obispo de Tenerife.

## Biografía
Fue ordenado sacerdote en Plasencia el 28 de julio de 1957. Recibió la consagración episcopal el 28 de noviembre de 1976 en la catedral de Ávila, tomando posesión de la diócesis para la que había sido designado por Pablo VI.
Felipe Fernández fue el primer obispo español en recibir a un papa en la diócesis de su titularidad; el 1 de noviembre de 1982 y como obispo de Ávila recibió a Juan Pablo II a las puertas de ciudad amurallada y es en ella, la denominada Segunda Jerusalén donde ambos logran, minutos más tarde por primera vez en la historia de España reunir a un millón de personas en torno a sí mismos ante el reclamo de Santa Teresa de Jesús.
El 12 de junio de 1991, el papa Juan Pablo II lo nombra obispo de Tenerife. El 24 de julio de 1991 toma posesión por poder, haciendo su entrada en la diócesis el 11 de agosto de 1991. Entre sus importantes e innumerables actividades pastorales a lo largo de los años de pontificado, se destaca principalmente la convocatoria y realización del Primer Sínodo de la Diócesis Nivariense. Sin duda, por este motivo principalmente, su nombre quedará unido para siempre a la historia de la diócesis.
También instituyó en 2001, los traslados septenarios (cada siete años) de la imagen de la Virgen de Candelaria (patrona de las Islas Canarias) a las ciudades de Santa Cruz de Tenerife (capital de la isla) y San Cristóbal de La Laguna (capital de la diócesis), comenzando con el traslado de la Virgen a Santa Cruz en 2002 y continuando con el traslado a La Laguna en 2009 y así sucesiva y alternativamente cada siete años entre ambas ciudades.
En el verano de 2002, tuvo que cerrar la catedral de San Cristóbal de La Laguna debido a su deterioro y pasar la sede catedralicia provisional a la cercana iglesia de la Concepción de la ciudad. Debido a desacuerdos burocráticos la catedral permaneció cerrada prácticamente doce años, pues no reabriría sus puertas hasta el año 2014. Por esta razón, Felipe Fernández no vería la catedral restaurada.
Durante su pontificado en Tenerife, tuvo lugar el 30 de julio de 2002 la canonización en Guatemala del Hermano Pedro de Betancur, quién se convirtió en el primer canario en ser canonizado por la Iglesia católica. A dicha canonización acudió Felipe Fernández junto a una nutrida representación canaria. La ceremonia estuvo presidida por el Papa Juan Pablo II.
El 29 de junio de 2005 fue nombrado administrador apostólico de la diócesis al ser aceptada su renuncia por razones de salud, que había presentado en septiembre de 2004, pues padecía la enfermedad de Parkinson, cesando el 4 de septiembre de 2005 al tomar posesión el nuevo obispo, pasando a ser obispo emérito de la diócesis de Tenerife. En su pontificado ordenó 68 presbíteros diocesanos, 5 religiosos y 2 diáconos permanentes.
Falleció el 6 de abril de 2012 a los 76 años de edad a consecuencia de graves problemas respiratorios. Después de ser velado su cuerpo en el palacio episcopal y en la Iglesia de la Concepción de San Cristóbal de La Laguna fue enterrado en la propia iglesia el 10 de abril de 2012.